# Zeepzwam
De zeepzwam (Tricholoma saponaceum) is het vruchtlichaam van een schimmel die voorkomt in loof- en naaldbossen op zandgrond. De paddenstoel is zwak giftig en bitter van smaak.

## Kenmerken

### Uiterlijke kenmerken
De paddenstoel heeft een gewelfde of vlak golvende hoed met plaatjes en een steel. De hoed kan 8 tot 12 centimeter groot worden en heeft een kleur die varieert van vaalgrijs, bruingrijs tot grijsgroen. De kleur van de steel is iets lichter dan van de hoed. Beschadiging van hoed, plaatjes of steel heeft een roodachtige verkleuring tot gevolg. Tijd van voorkomen is van september tot november. De geur is als van geparfumeerde zeep. Zeer jonge, verse exemplaren ruiken min of meer neutraal. Vaak is de geur pas na enkele uren duidelijk merkbaar.
De sporenprint is wit.

### Microscopische kenmerken
De gladde, elliptische sporen zijn inamyloïde en 5–6 µm lang en 3–4 µm breed. Ze zijn doorschijnend (hyaliene) en bevatten soms druppels. De cheilocystidia zijn onregelmatig cilindrisch, vaak gebogen en soms vertakt. Ze meten 20–30 × 2,5–4 µm. De hoedhuid is een slecht gedifferentieerde, losse cutis die bestaat uit 5-15 µm brede hyfen, waarvan de cellen 35-200 µm lang zijn. Gespen komen vaak voor.

## Verspreiding

Europese verspreiding

Tricholoma saponaceum komt voor in Europa en Noord-Amerika. Het is een algemene soort in de Pacific Northwest en de Rocky Mountains. Hij wordt gevonden in naald- en loofbossen van de late zomer tot de late herfst. Sparren, eiken, tanoak en madrone zijn soorten waarmee hij in het westen van de Verenigde Staten kan worden geassocieerd. In Midden- en Zuid-Europa wordt hij geassocieerd met eiken.

## Taxonomie
Tricholoma saponaceum werd voor het eerst beschreven in 1818 door de vader van de mycologie Elias Magnus Fries en kreeg de naam Agaricus saponaceus, voordat de soort in 1871 door de Duitse mycoloog Paul Kummer in het geslacht Tricholoma werd geplaatst. De soortaanduiding saponaceum is afgeleid van het Latijn en betekent 'met betrekking tot zeep'. De namen in andere Europese talen hebben een soortgelijke afleiding, zoals het Franse Tricolome à odeur de savon, het Duitse Seifenritterling en de Engelse namen soap-scented toadstool, soapy knight en soap tricholoma, allemaal gerelateerd aan de zeepachtige geur.
Tricholoma saponaceum is een soortencomplex dat twee of meer variëteiten vertegenwoordigt. De variëteit ardosiacum, beschreven door de Italiaanse mycoloog Giacomo Bresadola, heeft een donkerblauwgrijze hoed.